# Sisseln
Sisseln is een gemeente en plaats in het Zwitserse kanton Aargau en maakt deel uit van het district Laufenburg.
Sisseln telt 1.468 inwoners.